# Magic Mouse

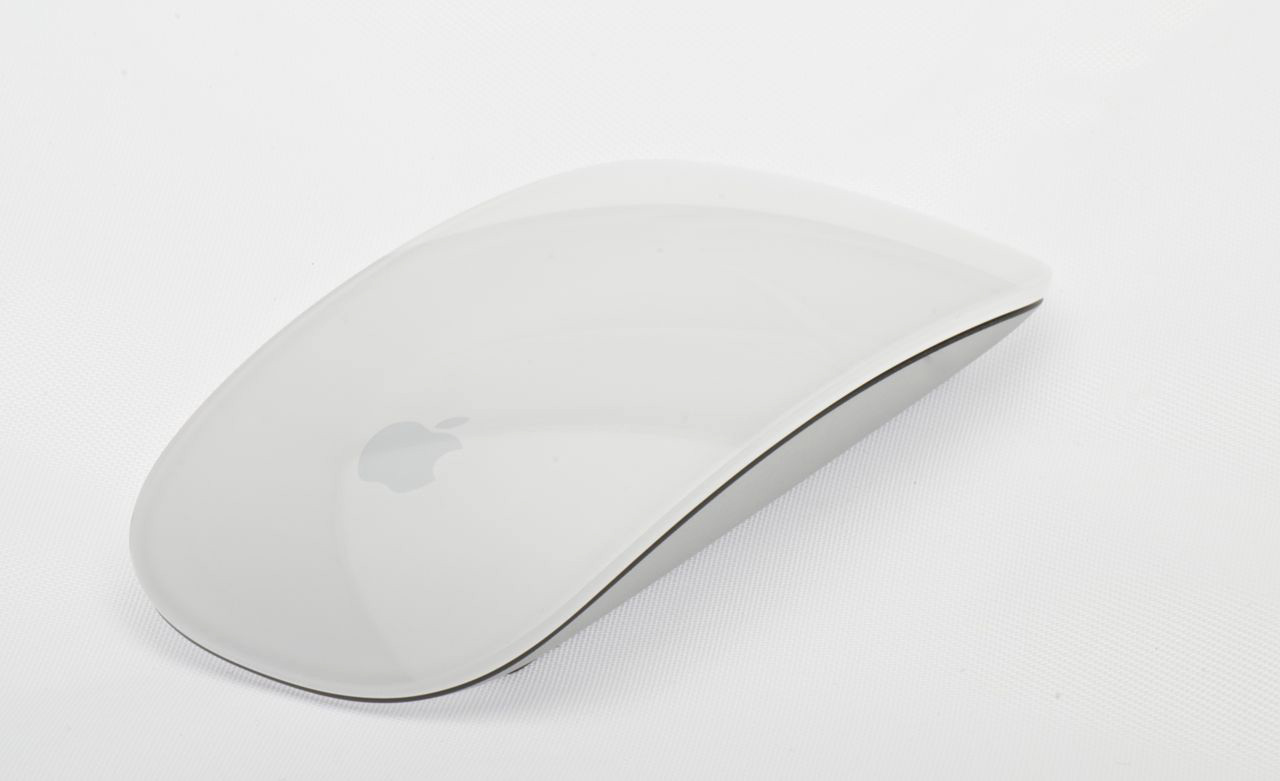
Apple Magic Mouse

Magic Mouse (українською вимовляється «м́еджік м́аус», укр. «чарівна миша») — комп'ютерна миша з підтримкою технології мультитач, що випускається і продається компанією Apple Inc. Надійшла до продажу 20 жовтня 2009 року. Apple Magic Mouse — перша в світі миша, що підтримує технологію мультитач. Миша з'єднується з комп'ютером Mac з операційною системою OS X Leopard 10.5.8 або більш сучасною по протоколу передачі даних Bluetooth.

## Характеристики
- Номер моделі: A1296
- Part No: MB829LL/A
- Ціна у США: $69[1]
- Датчик переміщення: лазерний
- Сенсорна матриця, що дозволяє обробляти різні команди: прокрутку по вертикалі і горизонталі, правий і лівий кліки, масштабування документів і зображень, а також інші підтримувані технологією
- Зв'язок с комп'ютером: Bluetooth
- Живлення: два елементи стандарту AA
- Системні вимоги: версії Mac OS X 10.5.8, 10.6.1 або вище з Wireless Mouse Software Update 1.0